# Định lý phân quyền

Liên bang
Nhà nước đơn nhất

Định lý phân quyền phát biểu rằng đối với ba chức năng kinh tế của Nhà nước, nên để cả chính quyền trung ương lẫn chính quyền địa phương cùng chia nhau gánh vác. Chức năng phân bổ nên giao cho chính quyền địa phương. Hai chức năng còn lại là phân phối và ổn định nên giao cho chính quyền trung ương.

## Chức năng kinh tế của Nhà nước
Năm 1959, Richard Musgrave cho rằng, các chức năng kinh tế chủ yếu của Nhà nước có thể chia làm ba loại: ổn định, phân bổ, và phân phối. Chức năng ổn định tức là ổn định kinh tế vĩ mô. Chức năng phân bổ tức là đảm bảo có sự điều chỉnh khi phân bổ các nguồn lực (cung ứng các hàng hóa công cộng). Chức năng phân phối tức là đảm bảo sự điều chỉnh khi phân phối thu nhập và tài sản. Musgrave cũng kiến nghị một sự phân công lao động giữa những người quản lý các chức năng nói trên. Ổn định kinh tế cần được giao cho các nhà quản lý kinh tế vĩ mô, chức năng phân bổ giao cho các nhà quản lý kinh tế vi mô, còn chức năng phân phối giao cho những nhà kinh tế học phúc lợi, những nhà nghiên cứu về khoa học đạo đức, và cả nhà nghiên cứu chính trị nữa. Những nhà quản lý này khi thực hiện trách nhiệm của mình đều dựa trên giả thiết là các chức năng khác cũng đã có người quản lý rất tốt, và vì vậy có thể chuyên tâm thực hiện công tác của riêng mình.
Tuy nhiên, Musgrave mới dừng lại ở việc chỉ ra chức năng kinh tế của nhà nước nói chung. Điều này làm nảy sinh một câu hỏi: "liệu việc phân chia trách nhiệm gánh vác các chức năng kinh tế ấy giữa các cấp chính quyền phải như thế nào thì mới tối ưu?" Wallace E. Oates đã trả lời câu hỏi này trong tác phẩm nổi tiếng "Fiscal Federalism" của mình.
Lý luận của Oates có thể khái quát như sau. Khi chính quyền trung ương lĩnh hết trách nhiệm gánh vác các chức năng kinh tế nói trên và địa phương chỉ là những cơ quan trực thuộc và phục tùng trung ương, thì chúng ta sẽ thấy một chế độ tập quyền hoàn toàn. Còn khi tất cả các chức năng kinh tế ấy được trao hết cho các chính quyền địa phương và trung ương chỉ đơn giản là một liên hiệp các địa phương, chúng ta sẽ có một chế độ phân quyền hoàn toàn. Đây là hai thái cực, hay theo cách nói của các nhà kinh tế học hiện đại thì đấy là các giải pháp góc. Giữa hai thái cực trên là đáp số bên trong- chế độ trung ương cùng địa phương chia nhau gánh vác các chức năng kinh tế. Vấn đề là phân quyền tài chính sẽ đạt được tối ưu ở điểm nào trong vector này?

## Những lý luận ủng hộ tập quyền hoàn toàn
Ủng hộ tập quyền hoàn toàn gồm các lý lẽ sau.
Thứ nhất, ổn định kinh tế vĩ mô là chức năng mà chỉ có chính quyền trung ương mới đủ khả năng gánh vác. Việc duy trì mức giá cả ổn định và thất nghiệp thấp không thể thiếu sự quản lý của chính quyền trung ương. Nếu giao trách nhiệm này cho các chính quyền địa phương, thì họ sẽ có xu hướng phát hành tiền bừa bãi nếu gặp phải thời kỳ kinh tế khó khăn, cho nên sẽ gây ra lạm phát. Hơn nữa, nếu để chính quyền địa phương thực hiện các chính sách tài chính, thì phạm vi hiệu lực của chính sách tài chính sẽ rất hạn chế, bởi vì địa phương nhỏ thì số nhân tài chính nhỏ và các lợi ích kinh tế có thể rò rỉ sang địa phương khác. Còn nếu phát hành trái phiếu bù đắp thâm hụt tài chính theo chủ trương của John Meynard Keynes thì đối tượng huy động mua trái phiếu có thể bao gồm cả người của các địa phương khác, nên khi trả lãi trái phiếu sẽ có hiện tượng thu nhập của địa phương này lại chạy sang địa phương khác.
Thứ hai, phân bổ nguồn lực (cung ứng hàng hóa công cộng) cũng là chức năng mà chính quyền trung ương phải chịu trách nhiệm. Trách nhiệm cung ứng những hàng hóa công cộng như quốc phòng không thể trao cho các chính quyền địa phương gánh vác được.
Thứ ba, phân phối thu nhập không nên giao cho các chính quyền địa phương. Nếu không, ở những địa phương đặt thuế suất thu nhập lũy tiến cao, những người giàu sẽ rời đi, còn những người nghèo thì lại xin vào cư trú. Kết quả là, dù chính quyền địa phương có thực hiện được trách nhiệm phân phối bình đẳng trong địa bàn quản lý của mình, thì mức thu nhập bình quân của địa phương này cũng bị giảm. Cho nên, chức năng phân phối thu nhập phải là chức năng của chính quyền trung ương.

## Những lý luận ủng hộ phân quyền hoàn toàn
Những lý lẽ sau lại ủng hộ phân quyền hoàn toàn.
Thứ nhất, nếu chính quyền trung ương đảm nhận chức năng phân bổ tài nguyên thì sẽ không có hiệu quả, bởi vì sở thích của người dân ở các địa phương khác nhau có thể không giống nhau. Chính quyền địa phương do gần dân nên sẽ nắm rõ được sở thích riêng của họ; nhờ đó có thể cung ứng được một cách có hiệu quả các dịch vụ công cộng. Họ hoàn toàn có động cơ để làm việc này vì nếu không, người dân sẽ bỏ địa phương sang nơi khác.
Thứ hai, nếu trao cho địa phương quyền phân bổ tài nguyên thì cách thức cung ứng các dịch vụ công cộng của họ sẽ nhiều hơn so với nếu để chính quyền trung ương cung ứng, và như thế sẽ dễ tìm ra được cách thức cung ứng tốt hơn.
So sánh ưu thế tương đối giữa các cấp chính quyền
|                        | Thông tin về dân cư                           | Quản lý các yếu tố dịch chuyển tự do |
| ---------------------- | --------------------------------------------- | ------------------------------------ |
| Chính quyền trung ương | Nắm được các thông tin chung của cả nước      | Không bị hạn chế                     |
| Chính quyền địa phương | Nắm được các thông tin đặc thù của địa phương | Hạn chế                              |

## Đinh lý phân quyền
Oates cho rằng, một chế độ liên bang về tài chính, theo đó cả chính quyền trung ương lẫn chính quyền địa phương cùng chia nhau gánh vác ba chức năng trên, thì sẽ tốt hơn. Các nhà kinh tế học công cộng đã gọi lý luận này của Oates là định lý phân quyền, và nội dung của định lý này là chức năng phân bổ thì nên giao cho các chính quyền địa phương vì họ gần dân, nắm rõ thông tin, và hiểu thị hiếu của dân hơn, nên có thể cung ứng các hàng hóa công cộng có hiệu quả hơn. Dĩ nhiên, những hàng hóa công cộng vừa nói phải là các hàng hóa công cộng địa phương như giáo dục, vệ sinh, y tế, điện, nước, cảnh sát, phòng cháy chữa cháy, v.v... Đối với những hàng hóa công cộng quốc gia như quốc phòng, đối ngoại thì vẫn phải để chính quyền trung ương đảm nhiệm.
Hai chức năng còn lại là ổn định và phân phối chỉ nên giao cho chính quyền trung ương, bởi vì mỗi địa phương sẽ là một nền kinh tế mở trong phạm vi quốc gia, nên các yếu tố sản xuất và hàng hoá có thể di chuyển tự do giữa các địa phương. Khi thi hành các chính sách (tài chính, tiền tệ, tái phân phối thu nhập) có tác động tới các yếu tố có thể di chuyển tự do như thế, rõ ràng chính quyền địa phương không thể có ưu thế bằng chính quyền trung ương. Cho dù không có sự di chuyển tự do như vậy thì giữa các địa phương vẫn có thể có sự chênh lệch về thu nhập, và chỉ có chính quyền trung ương mới có thể tái phân phối thu nhập giữa các vùng.